# Монастероло-Казотто
Монастероло-Казотто (італ. Monasterolo Casotto, п'єм. Monasteireu) — муніципалітет в Італії, у регіоні П'ємонт,  провінція Кунео.
Монастероло-Казотто розташоване на відстані близько 460 км на північний захід від Рима, 85 км на південь від Турина, 31 км на схід від Кунео.
Населення — 96 осіб (2014).

## Демографія
Населення за роками:

Станом на 1 січня 2023 року в муніципалітеті офіційно проживали 3 іноземці з 2 країн, серед них 2 громадяни країн Євросоюзу.

## Сусідні муніципалітети
- Лізіо
- Момбазільйо
- Пампарато
- Сан-Мікеле-Мондові
- Сканьелло
- Торре-Мондові
- Віола